# Waiting for Forever
Waiting for Forever es una película de 2011 estadounidense romántica dirigida por James Keach, protagonizada por Rachel Bilson, y Tom Sturridge. La película fue estrenada en febrero de 2011. Fue filmada en Salt Lake City, Utah.

## Sinopsis
La historia trata de un hombre que se dedica al arte callejero y persigue al amor de su vida. Es un drama romántico, que desde un inicio pensarás que podría tener algo de comedia. Emma y Will son dos chicos que vivieron toda su infancia juntos, hasta que los padres de Will sufren un accidente y mueren, Emma siempre estuvo ahí para Will aun cuando él se tuvo que mudar lejos con sus tíos. El tiempo pasa rápidamente y Will no puede olvidarse de Emma así que decide seguirla a todos lados donde ella vaya, y verla de lejos sin que ella sepa, el recuerdo de un susurro hace que ella esté para siempre en su corazón aun cuando no tienen nada que ver uno con el otro en el presente. Emma debe volver a casa de sus padres y al pueblo donde creció ya que su padre estaba enfermo y muriendo, Will la sigue hasta ahí y es en ese momento donde se desencadena la terrible verdad para Will y su "mundo imaginariamente romántico". Emma era una estrella de la televisión y tenía un novio algo psicópata que cuando se entera de que ella le fue infiel mata a golpes al amante de Emma. Will llega al pueblo gracias a una pareja que lo alcanzan hasta el lugar. Cuando el la ve a ella no puede resistirse y se sigue sintiendo tan enamorado como siempre. Jimbo el hermano mayor de Will no lo trata muy bien al llegar, porque ve que su hermano menor no tiene nada y tampoco es responsable, además de que sigue viviendo en un mundo imaginario de perlas y cuentos de hadas. Le hace creer que esta loco pero a él no le importa nada, decide ver a Emma y decirle toda la verdad, cuando ella se entera se asusta y le dice que deje de seguirla. Mientras su novio Aaron aprovecha el hecho de que Will la siguió para culparlo del asesinato que él había cometido. La verdad sale a la luz cuando el padre de Emma muere y a ella le llega una carta de Will donde le pasa el teléfono de la pareja que lo alcanzó hasta el pueblo y donde confirman que todo el tiempo estuvo con ellos así que eso hace imposible el hecho de matar al amante de Emma.
Ella finalmente decide irlo a buscar donde Will se encontraba dando espectáculos callejeros, y terminan juntos y felices donde en esa escena final nos dan a entender que cuando todas las palabras están dichas solo alcanza una mirada para saber que existe un más allá de amigos.

## Elenco
- Rachel Bilson como Emma Twist.
- Tom Sturridge como Will Donner.
- Nikki Blonsky como Dolores.
- K. C. Clyde como Dennis.
- Blythe Danner como Miranda Twist.
- Roz Ryan como Dorothy.
- Matthew Davis como Aaron.
- Larry Filion como Larry.
- Nelson Franklin como Joe.
- Richard Gant como Albert.
- K. Danor Gerald como Detective 2.
- Frank Gerrish como conductor de taxi.
- Charles Halford como State Trooper.
- Richard Jenkins como Richard Twist.
- Jaime King como Susan Donner.
- Scott Mechlowicz como Jim Donner.
- Borzin Mottaghian como conductor.
- Joseph D. Reis como hombre sin hogar.
- Andrew Roach como Stewart.
- John Ross como padre de Will.
- Michelle Sebek como madre de Will.
- David Taylor como Dennis.
- Ace Olson como Amos.